# Konrad II. von Babenberg

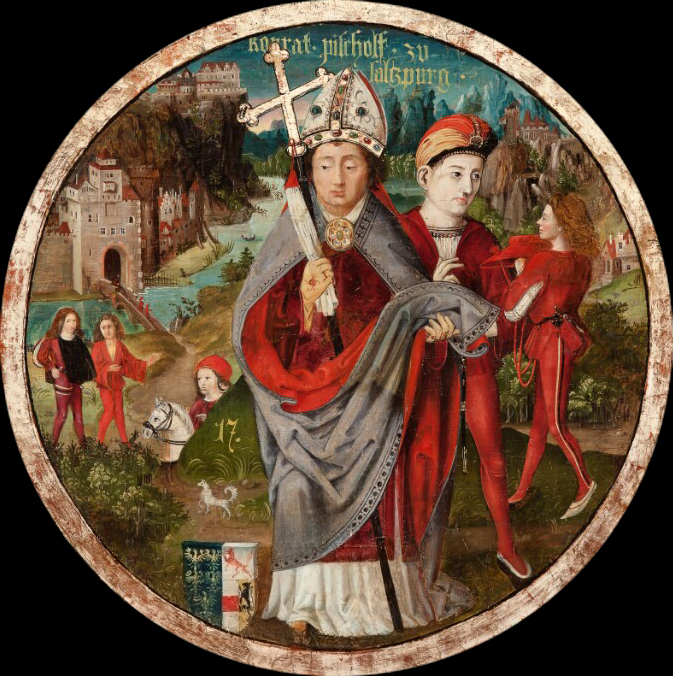
Erzbischof Konrad II. von Salzburg

Konrad von Babenberg (* um 1115; † 28. September 1168 in Salzburg) war Bischof von Passau und als Konrad II. Erzbischof von Salzburg.

## Leben
Konrad stammte aus dem mächtigen österreichischen Geschlecht der Babenberger. Als Sohn des später heiliggesprochenen Leopold III. und der wieder vermählten Agnes von Waiblingen war er ein Bruder des berühmten Historiographen Otto von Freising und des Herzogs Heinrich Jasomirgott von Bayern und Österreich, ein Halbbruder König Konrads III. und ein (Halb-)Onkel Kaiser Friedrich Barbarossas. Konrad wurde 1140 Dompropst von Utrecht, und zudem 1143 Dompropst von Hildesheim. 1148 wurde er als Konrad I. Bischof von Passau. 1159 verlieh er den Bürgern von Sankt Pölten ein Gerichtsbarkeitsprivileg, das kontrovers als ältestes Stadtrecht Österreichs diskutiert wird.
Der gelehrte und fromme Geistliche wurde am 29. Juni 1164 zum Erzbischof von Salzburg gewählt. Im päpstlichen Schisma nahm er eine sehr vorsichtige Position ein und vermied jede sichtbare Parteinahme für Alexander III., während die Mehrzahl der Mitglieder des Salzburger Domkapitels und der Salzburger Ministerialen damals für Alexander III. Partei nahmen. Konrad lehnte 1164 aber auch die Anerkennung des kaiserlichen Gegenpapstes Paschal III. entschieden ab, weshalb ihm der Kaiser die Zuerkennung der Regalien verweigerte, ohne die er nach kaiserlicher Auffassung keine weltlichen Hoheitsrechte in seinem Land bekommen konnte. Es folgten mehrfache Aufforderungen des Kaisers, seiner Partei beizutreten. In Nürnberg wurde Konrad Anfang 1166 angeklagt sich unrechtmäßig in den Besitz des Erzstiftes gesetzt zu haben, eine Verurteilung unterblieb aber vorerst. Am 29. März 1166 aber verhängte der Kaiser, im salzburgischen Laufen residierend, über das Erzbistum Salzburg die Reichsacht. Salzburg hatte in den kommenden Jahren eine harte Prüfung zu bestehen, die ein Zeitgenosse als „Geschichte des Unheils“ bezeichnete (historia calamitatum). Alle Salzburger Lehen, aber auch die Eigengüter wurden vom Kaiser an treue kaiserliche Parteigänger verliehen. Als 1167 die Stadt Salzburg samt dem Dom abbrannte, wurde die Schuld daran den mächtigen Grafen von Plain zugeschoben, die angeblich den kaiserlichen Auftrag gehabt hätten, die Stadt anzuzünden. Nach anfänglichen Erfolgen von Friedrich Barbarossa, der mit seinem starken Heer 1167 Alexander III. in Rom vertrieb, musste Barbarossa nach einer im deutschen Heer grassierenden Malaria-Epidemie fluchtartig nach Deutschland zurückkehren. Der Salzburger Erzbischof verstarb dabei kurz nach der Rückkehr des Kaisers nach Deutschland.